# خروج (مجموعه تلویزیونی)
خروج (کره‌ای: 엑시트؛ انگلیسی: Exit) یک مجموعه تلویزیونی کره جنوبی سال ۲۰۱۸ با بازی چوی ته جون، وو هیون و به هه سون است. این مجموعه از ۳۰ آوریل تا ۱ مه ۲۰۱۸، ساعت ۲۲:۰۰ (کی‌اس‌تی) از اس‌بی‌اس برای چهار قسمت پخش شد.

## بازیگران

### اصلی
- چوی ته جون در نقش دو کانگ وو
  - لی شی هون در نقش جوانی کانگ وو
- وو هیون در نقش دو جونگ مان
- به هه سون در نقش دکتر وو جه هی